# Woodford County (Kentucky)
Woodford County je okres ve státě Kentucky v USA. K roku 2010 zde žilo 24 939 obyvatel. Správním městem okresu je Versailles. Celková rozloha okresu činí 497 km².

## Sousední okresy
| Růžice kompasu | Franklin County |                            | Scott County     | Růžice kompasu |
| Růžice kompasu | Anderson County | Sever                      | Fayette County   | Růžice kompasu |
| Růžice kompasu | Anderson County | Woodford County (Kentucky) | Fayette County   | Růžice kompasu |
| Růžice kompasu | Anderson County | Jih                        | Fayette County   | Růžice kompasu |
| Růžice kompasu | Mercer County   |                            | Jessamine County | Růžice kompasu |